# Chip Douglas
Douglas Farthing Hatlelid (27 de agosto de 1942), más conocido como Chip Douglas, es un compositor, músico (bajo, guitarra y teclados) y productor discográfico estadounidense, cuyo trabajo más famoso fue durante la década de 1960. Fue el bajista de The Turtles durante un breve periodo de tiempo y el productor de algunos de los mayores éxitos de The Monkees, como "Daydream Believer" y "Pleasant Valley Sunday".

## Carrera inicial

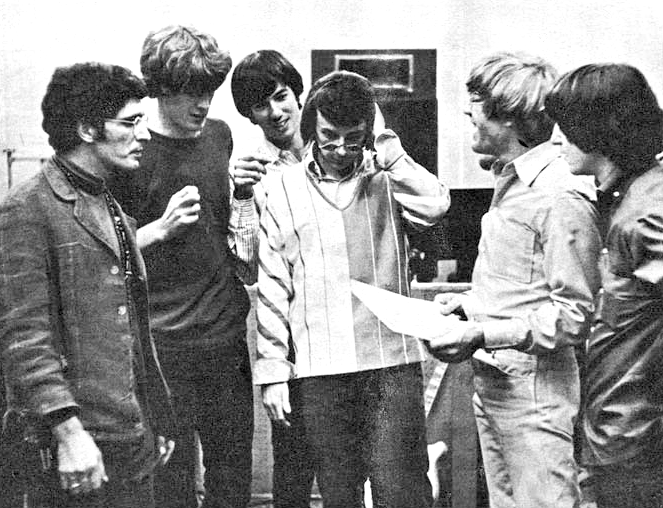
Chip Douglas.

Douglas se crio en Hawái y comenzó su carrera musical con un grupo folk que formó en el instituto, "The Wilcox Three", inspirado en The Kingston Trio. Durante un viaje a California, fueron descubiertos por una conocida agencia de contratación y firmaron con RCA/Camden para grabar un álbum en sus estudios de Hollywood. Actuó en el grupo con el nombre de "Chip Douglas", que sería el nombre que utilizaría durante el resto de su carrera (aunque ocasionalmente utilizaría su nombre real como compositor).
El grupo se disolvió y Douglas, junto con Cyrus Faryar y el famoso fotógrafo de rock Henry Diltz, formó el Modern Folk Quartet (junto con el músico Jerry Yester) en Los Ángeles. Firmaron con Warner Bros. y grabaron dos álbumes: Modern Folk Quartet and Changes. También aparecieron como ellos mismos en una escena de club nocturno para la película de Warner Bros. Palm Springs Weekend, protagonizada por Connie Stevens y Troy Donahue (1963). MFQ pasó los años siguientes de gira por Estados Unidos dando conciertos en universidades.
El Modern Folk Quartet fue contratado por el productor Phil Spector en 1966, y grabó una canción, "This Could Be the Night", coescrita por Spector y el prometedor cantautor Harry Nilsson. El disco no se publicó entonces, pero Douglas y Nilsson se hicieron amigos. En la segunda mitad de 1966, Douglas formó parte del efímero Gene Clark Group, una banda en la que participaban el ex-Byrds Gene Clark, el ex-Grass Roots Joel Larson y Bill Rinehart, antiguo miembro de los Leaves. Clark disolvió el grupo a finales de ese año sin haber grabado ni publicado ningún disco.

## The Turtles
Cuando el bajista de The Turtles, Chuck Portz, fue despedido de la banda, se pidió a Douglas que ocupara su lugar. Su primer disco con ellos fue "Happy Together", que habían decidido grabar tras escuchar una maqueta muy gastada que había pasado por numerosos otros artistas. Douglas tocó el bajo e hizo los arreglos que se grabaron, y se convirtió en un gran éxito para The Turtles, desbancando a "Penny Lane" de The Beatles del puesto de sencillo número 1 en las listas de pop estadounidenses.
Al ver a los Turtles actuar en el Whisky a Go Go de Hollywood a principios de 1967, Michael Nesmith, de The Monkees, se acercó a Douglas y le preguntó si quería ser el nuevo productor de la banda, que estaba cansada del montaje de grabación "fabricado" al que estaban acostumbrados. Douglas respondió: "Nunca he producido un disco en mi vida". Nesmith, que había producido pistas de álbumes para el grupo, pero tenía poca influencia en su sello Colgems Records, le aseguró: "No te preocupes; si estás dispuesto a dejar The Turtles, te enseñaré todo lo que necesitas hacer".
Las últimas apariciones de Douglas con las Tortugas fueron en febrero de 1967. Fue sustituido por Jim Pons de los Leaves.

## The Monkees
Douglas aceptó la oferta de Nesmith y se unió a los Monkees en el estudio, primero para crear un nuevo sencillo con los cuatro Monkees tocando. No pudo publicarse debido a una restricción editorial impuesta por Screen Gems (que producía la serie de los Monkees y controlaba su publicación musical). El siguiente proyecto de los Monkees fue el álbum Headquarters. Grabado a lo largo de seis semanas de sesiones constantes en los estudios RCA de Hollywood, Headquarters fue el primer álbum en el que los Monkees tocaron en todas las pistas. Douglas contribuyó con una canción, "Forget That Girl", y se unió a ellos con el bajo en el estudio. El álbum salió a la venta en la primavera de 1967 y empezó a subir de forma constante en las listas de éxitos, llegando al número 1 de la lista de álbumes de Billboard, pero fue desplazado por el Sgt. Pepper's Lonely Hearts Club Band de los Beatles.
No se editó ningún sencillo de Headquarters en Estados Unidos, pero una canción no perteneciente al álbum, "The Girl I Knew Somewhere", alcanzó el top 40 como cara B. Douglas produjo el exitoso sencillo "Pleasant Valley Sunday" (escrito por Gerry Goffin y Carole King), que presentaba una innovadora introducción de guitarra compuesta por Douglas y tocada por Nesmith. Douglas produjo el siguiente álbum de los Monkees, Pisces, Aquarius, Capricorn, & Jones, Ltd., en el que también tocó el bajo. A diferencia de Headquarters, se realizó en varios estudios diferentes de Estados Unidos entre las fechas de las giras de los Monkees.
Douglas también presentó a los miembros de los Monkees a nuevos compositores, incluyendo a John Stewart, que escribió "Daydream Believer", que se convertiría en su segundo mayor sencillos de todos los tiempos y se incluyó en el álbum de 1968 The Birds, The Bees & The Monkees. Douglas también presentó a los miembros de la banda a Harry Nilsson, que les tocó una selección de sus canciones originales, y se hizo amigo de la banda. Una de las canciones, "Cuddly Toy", fue versionada por los Monkees y apareció tanto en el álbum Pisces como en un episodio de su serie de televisión. Se ha citado a Douglas diciendo: "Me gusta pensar que le di a Harry su gran oportunidad, que resultó en un contrato discográfico con RCA".
Douglas estaba contento de haber hecho discos de éxito con los Monkees, pero estaba decepcionado de que no fueran capaces de borrar la idea errónea de que los Monkees no eran realmente músicos, y de que la prensa hiciera poco caso de sus logros.

## Regreso a The Turtles
A finales de 1967, los Monkees quisieron tomar el control total de su música y se despidieron de Douglas, que se convirtió en productor de las Tortugas. El primer proyecto fue el álbum The Turtles Present the Battle of the Bands, cuyo nombre fue tomado de la canción principal, coescrita por Douglas y Harry Nilsson. También incluía otros dos éxitos de las Turtles en el top 10: "Elenore" y "You Showed Me".
Douglas había interpretado "You Showed Me" con Gene Clark en 1966, cuando era miembro del Gene Clark Group. Originalmente era un tema de ritmo rápido, pero el arreglo lento y malhumorado surgió por accidente. Douglas estaba haciendo una demostración de la canción para los vocalistas Howard Kaylan y Mark Volman, en un órgano cuyo fuelle estaba roto, lo que le obligaba a tocarla lentamente. Douglas les dijo: "Así no debe sonar", pero Kaylan y Volman no estaban de acuerdo, pues pensaban que el nuevo ritmo sería perfecto.

## Regreso a The Monkees
Douglas se mantuvo en contacto con los Monkees y volvió en 1969 para grabar su composición "Steam Engine" con Micky Dolenz a la voz. La canción apareció en las reposiciones de su programa de televisión.
En 1976, Douglas volvió a unirse a Dolenz, Jones y Tork para grabar el sencillo y "Christmas Is My Time of Year", coescrito por Douglas y Howard Kaylan. Para entonces, Nesmith ya no estaba afiliado al grupo.
En 1986, una gira de reunión de los Monkees reavivó el interés por el grupo, y Rhino Records reeditó todos sus álbumes originales, incluido su trabajo con Douglas.
Douglas ha aparecido en varios documentales sobre los Monkees, recordando su trabajo con la banda.

## Carrera posterior
En 1969, Douglas produjo el álbum Hand Sown...Home Grown, el primer álbum en solitario de la entonces novia de Douglas, Linda Ronstadt.
El Modern Folk Quartet se reunió en 1975 y comenzó a actuar de nuevo, apareciendo a menudo en el Ice House de Pasadena, California. Durante varios años, se asociaron con el exmiembro del Kingston Trio, Dave Guard, para respaldarle en su actuación en solitario. En la década de 1980, el Modern Folk Quartet grabó varios álbumes para una compañía discográfica japonesa. También realizaron giras por Japón, donde siguen siendo populares (1988, 1990, 2003, 2005, 2011 y 2016).
Douglas sigue escribiendo y produciendo discos de diversos géneros, y divide su tiempo entre California y Hawái.